# Aldosteronantagonister
Aldosteronantagonister är ett kaliumsparande diuretikum som sänker blodtrycket. Aldosteronantagonister även kallat mineralkortocoidreceptorantagonister (MRA), antimineralocorticoid, MCRA, är en antagonist till aldosteron och förhindrar därmed effekten av aldosteron på mineralkortikoida receptorer, främst i njurarna.

## Medicinsk användning
Aldosteronantagonister används vid hypertoni och som kombinationsterapi vid hjärtsvikt. 

### Biverkningar
De vanligaste biverkningar är hyperkalemi (9 %) samt sjukdomar i reproduktionsorgan och bröstkörtel. Andra vanliga biverkningar inkluderar huvudvärk, matsmältningsbesvär, diarré, trötthet och sömnighet. 

### Exempel på aldosteronantagonister som används i Sverige
- Spironolakton[1]
- Eplerenon[2]

## Farmakodynamik
Aldosteron  bildas i binjurarna och binder till mineralkortikoida receptorer i njurtubili och stimulerar till ökad natriumåterupptag och ökad kaliumutsöndring i distala tubili och samlingsröret. Det leder till reglering av elektrolytbalansen och återupptag av vätska som i sin tur leder till ökat blodtryck. Aldosteronantagonister påverkar njurarna och binjurarna genom att inhibera effekten av aldosteron. Effekten blir således den motsatta nämligen >minskat blodtryck<.